# Жорж Лекланше
Жорж Лекланше (на френски: Georges Leclanché; 9 октомври 1839 г., Пармен, департамент Сена и Уаза, Франция – 11 септември 1882 г., Париж, Франция) е френски инженер, изобретател на галваничния елемент, наречен на него „елемент на Лекланше“.

## Биография
Роден е в семейството на префекта на Сом Леополд Лекланше. Скоро след революцията от 1848 г. неговото семейство е принудено да емигрира в Англия. Учи в английско училище, във Франция се връща през 1856 г. и постъпва в Централното училище за изкуства и занаяти в Париж, което завършва през 1860 г. с квалификация инженер.
Работи в „Източната железопътна компания“ (на френски: Compagnie des chemins de fer de l’Est), където се занимава с изследвания в областта на електротехниката на галваничните елементи, преди всичко на тези на основата на меден карбонат.
През 1863 г., по време на поредната политическа криза, той емигрира от Франция и заживява в Белгия, в Брюксел, където създава малка лаборатория в една барака. Там, на 8 януари 1866 г. той създава своята първа батария – на основата на меден карбонат, а по-късно, в хода на изследванията си изобретява наистина ефективния мангано-цинков елемент.
Изобретението му участва през 1867 г в Световното изложение в Париж и по-късно се внедрява в системата на белгийските телеграфни мрежи и железопътните съобщения на Нидерландия.
След края на Френско-Пруската война Лекланше се връща във Франция и се установява в Париж, където заедно с Ернест Барбие основава фабрика за електрически батерии. Талантливият изобретател умира през в 1882 г. на възраст 42 години от рак на гърлото, а основаното от него дело наследяват неговият брат Морис и племенникът му Макс.
На името на Лекланше е наречена улица в Париж.